# José Torres Gil
José Augusto Torres Gil (Santa Cruz de la Sierra, 28 de marzo de 1995) más conocido como Maligno Torres, es un ciclista argentino nacido en Bolivia que se especializa en ciclismo BMX. Dentro de este deporte, se desempeña principalmente en la disciplina Park. Obtuvo la medalla de oro en BMX freestyle en los Juegos Suramericanos de 2022, Juegos Panamericanos de 2023 y en los Juegos Olímpicos de París 2024. Además, obtuvo medalla de plata en los Juegos Panamericanos de 2019.

## Biografía
Hijo de padres argentinos que se habían mudado por trabajo, José 
nació en Santa Cruz de la Sierra (Bolivia) el 28 de marzo de 1995. Posteriormente, se radicó en la ciudad de Córdoba a los 11 años junto a su familia.
José comenzó la práctica de este deporte a los catorce años junto a su hermano mellizo Francisco. 
Ha participado de campeonatos internacionales como el Nass, Fise World, UCI BMX Freestyle Park World Cup y Simple Session.

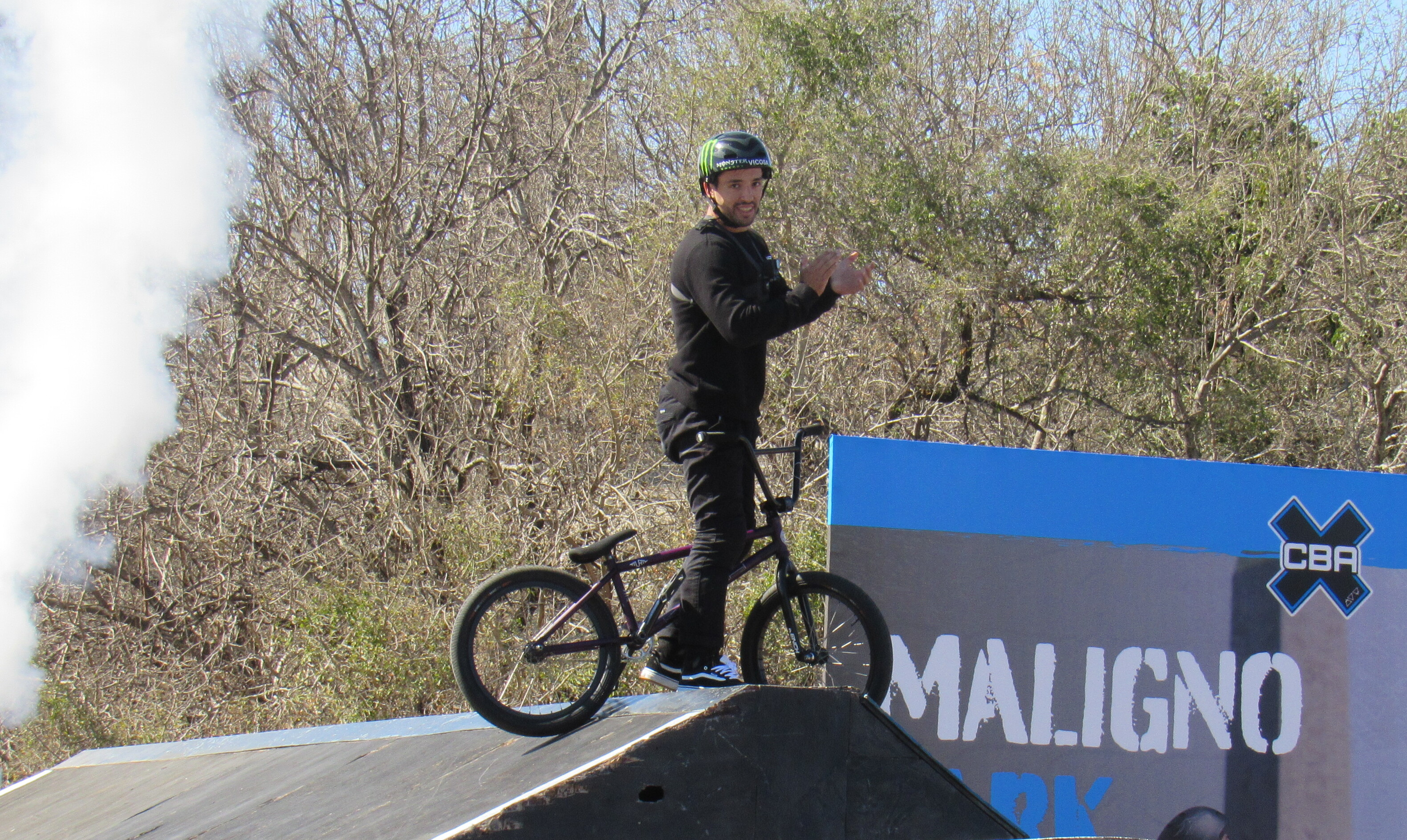
José Torres en el Maligno Park ubicado dentro del Parque del Kempes

Representa a CBA X, un programa de deportes extremos impulsado por la Agencia Córdoba Deportes que busca agrupar, organizar y difundir las deferentes disciplinas de deportes extremos que se llevan a cabo en la ciudad de Córdoba.

## Carrera deportiva
En 2017, José logró consagrarse campeón en la categoría profesional en el Nass Pro Park, ganándole a los mejores riders a nivel mundial en Bristol, Inglaterra. En 2018 se llevó el oro en la categoría de profesionales en la competencia Simple Session que tuvo lugar en Estonia. Además, logró la medalla de plata en los Juegos Panamericanos de 2019 en Lima, Perú.
José obtuvo la medalla de oro en los Juegos Suramericanos de 2022 realizados en Asunción, Paraguay. Además, se consagró campeón en los X Games California 2023. A fines del mismo año, volvió obtener la medalla de oro en los Juegos Panamericanos.
En junio de 2024, logró obtener medalla de bronce en los X Games de California que se llevaron a cabo en Ventura.
En agosto de ese mismo año, se consagró campeón olímpico en los Juegos Olímpicos de París 2024 en BMX Freestyle, siendo la primera medalla para la delegación nacional.
Tras competir en los Juegos Olímpicos, José fue abanderado de la delegación argentina junto a Eugenia Bosco en la ceremonia de clausura.
En noviembre se consagró campeón en el Campeonato Panamericano de BMX realizado en Chile.
En diciembre disputó el Campeonato Mundial de Ciclismo Urbano en Abu Dabi, logrando la segunda posición por detrás de Logan Martin, siendo su primer podio en la competición y consiguiendo el primer puesto del ranking mundial de la UCI en la categoría Freestyle Park.

## Resultados

### Juegos Olímpicos
| Edición                        | Categoría               | Posición |
| ------------------------------ | ----------------------- | -------- |
| Juegos Olímpicos de París 2024 | BMX Freestyle Masculino | 1.º      |

### Campeonato Mundial de Ciclismo Urbano
| Año - Sede       | Categoría                         | Posición |
| ---------------- | --------------------------------- | -------- |
| 2017 Chengdu     | BMX Estilo libre parque Masculino | 29.º     |
| 2018 Chengdu     | BMX Estilo libre parque Masculino | —        |
| 2019 Chengdu     | BMX Estilo libre parque Masculino | —        |
| 2021 Montpellier | BMX Estilo libre parque Masculino | —        |
| 2022 Abu Dhabi   | BMX Estilo libre parque Masculino | 5.º      |
| 2023 Glasgow     | BMX Estilo libre parque Masculino | 9.º      |
| 2024 Abu Dhabi   | BMX Estilo libre parque Masculino | 2.º      |

## Premios y reconocimientos
En 2016, 2017 y 2018 obtuvo el Premio Cóndor a mejor deportista extremo otorgado por la Agencia Córdoba Deportes.
En diciembre de 2024, recibió el Premio Cóndor de oro otorgado por la Agencia Córdoba Deportes a mejor deportista de la provincia.
Ese mismo mes, fue galardonado con el Premio Olimpia de plata a mejor deportista en su disciplina.